# دجر (قارب)

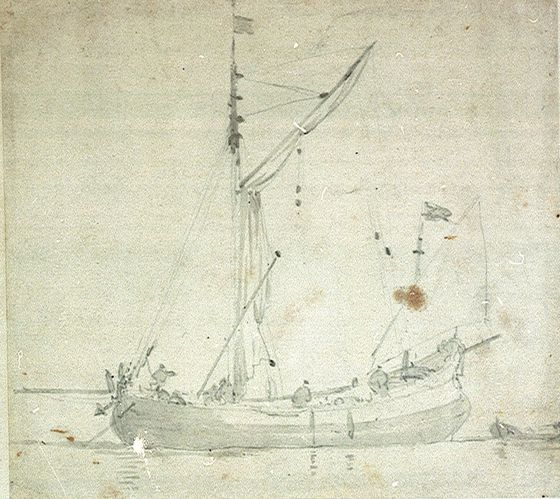
دُجَر رسمٌ من عام 1675

الدُّجَر شكل من أشكال قوارب الصيد، وُصِف في وقت مبكر من القرن الرابع عشر وكان معهودًا في بحر الشمال. كانت الأنواع المبكرة منها أحادية الصاري: والتي أصبحت ذات صارتين بحلول القرن السابع عشر. كانت تستخدم إلى حد كبير لصيد سمك القد بالقضيب والخيط. كانت القوارب الهولندية شائعة في بحر الشمال، وأعطيت كلمة الدُّجَر إلى مناطق الصيد الغنية حيث غالبًا ما تصطاد والتي أصبحت تُعرف باسم نبكة دجر. أعطت منطقة البحر بدورها اسمها للتصميم اللاحق للقارب الذي عادة ما يصطاد تلك المنطقة ولذلك أصبحت مرتبطة بهذا التصميم المحدد بدلاً من سفن الصيد الهولندية العامة. 